# Bjørn Eidsvåg
Bjørn Eidsvåg (Sauda, 17 marzo 1954) è un cantante norvegese.

## Biografia
Live in NY York (1981) è stato il suo primo progetto a ricevere una nomination agli Spellemannprisen. Dansere i natten (1986), invece, è stato il suo primo album in studio a esordire nella VG-lista, raggiungendo la 13ª posizione della classifica; è stato inoltre candidato per lo Spellemannprisen al pop.
Vertigo (1988) è stato candidato per lo Spellemannprisen all'album pop dell'anno e si è collocato al 10º posto in classifica. Due anni dopo sono usciti gli album Tatt av vinden, primo LP dell'interprete a raggiungere il podio norvegese, e Alt du vil ha, vincitore di un Spellemannprisen.
Il decimo disco Til alle tider (1992) è stato anch'esso in lizza per un Spellemannprisen ed è anch'esso arrivato in top ten. Gli stessi esiti sono stati conseguiti dall'undicesimo LP, Allemannsland (1993), e dal dodicesimo, Landet lenger bak (1996).
På svai (1997) ha esordito direttamente al vertice della classifica norvegese, per poi ottenere una nomination agli Spellemannprisen. Tapt uskyld (1999), invece, si è fermato al 2º posto.
Hittil og littil (2000) ha fatto l'entrata alla 4ª posizione. Mysteriet deg, tratto dalla raccolta De beste (2009), si è aggiudicato lo Spellemannprisen alla canzone dell'anno. Floden (2006), incluso nell'album Nåde (2006), ha segnato la prima numero uno dell'artista nella hit parade norvegese; inoltre, il disco è rimasto al numero uno per sei settimane non consecutive. È stato in seguito omaggiato con lo Spellemannprisen onorario.
Pust (2008), Rundt neste sving (2010) e Far faller (2013) hanno tutti e tre guidato la classifica nazionale. Klassisk Bjørn Eidsvåg (2014), invece, l'ha scalata fino al 2º posto.

## Discografia

### Album in studio
- 1976 – Inn for landing
- 1978 – Bakerste benk
- 1980 – Endelig voksen
- 1983 – Passe gal
- 1984 – På leit
- 1986 – Dansere i natten
- 1988 – Vertigo
- 1990 – Tatt av vinden
- 1990 – Alt du vil ha
- 1992 – Til alle tider
- 1993 – Allemannsland
- 1996 – Landet lenger bak
- 1997 – På svai
- 1999 – Tapt uskyld
- 2000 – Hittil og littil
- 2002 – Tålt
- 2004 – Skyfri himmel
- 2004 – En vakker dag
- 2006 – Nåde
- 2008 – Pust
- 2010 – Rundt neste sving
- 2013 – Far faller
- 2014 – Klassisk Bjørn Eidsvåg
- 2020 – Tapt Paradis

### Album dal vivo
- 1981 – Live in NY York

### EP
- 2016 – Etterlyst: Jesus
- 2023 – Siste sang
- 2024 – Folk flest er snille

### Raccolte
- 1985 – Bjørn's beste
- 2009 – De beste

### Singoli
- 1984 – På leit/Føtter på fjell
- 1986 – Dansere i natten/Se meg
- 1986 – Hjelp uten grenser/Hvor er du?
- 1988 – Vertigo/Ingen vei tilbake
- 1989 – Det er ennå tid (con Morten Harket e Oslo Gospel Choir)
- 1990 – Songen/To små planeter
- 1991 – Hold fred!
- 2008 – E du den du e
- 2012 – Nede for telling
- 2013 – På Rett Kjøl (con Kurt Nilsen)
- 2014 – Parkert
- 2016 – Ingen var så trygg i fare
- 2018 – Som et barn
- 2019 – Alt eg ser (con Sigvart Dagsland)
- 2020 – Alt eg ikkje såg (con Sigvart Dagsland)
- 2020 – Kan det snu?
- 2020 – Adams sang (feat. Myra)
- 2020 – Takk for alt
- 2020 – Gledelig Jul
- 2020 – 2020
- 2021 – Veien (feat. Kapteinen)
- 2022 – Sviket
- 2023 – Ikkje sei det som det er
- 2023 – Vi to (con Nils Bech)
- 2024 – Savner deg (con Ingebjørg Bratland)
- 2024 – Far
- 2024 – Skyfri himmel (con Ylva)